# إغلاق شامل

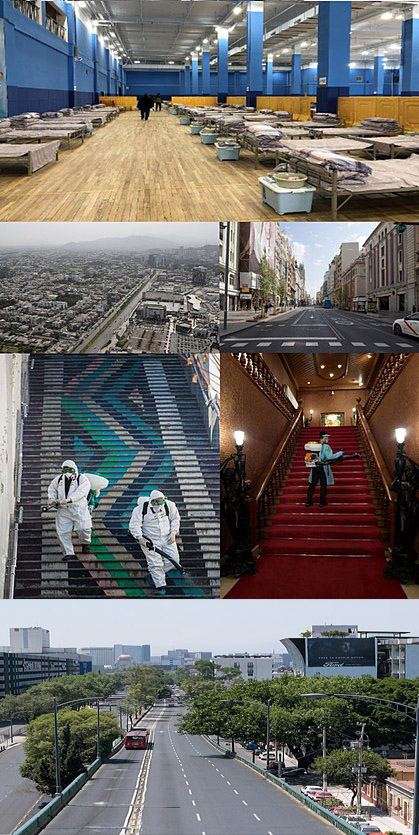

الإغلاق الشامل، التام أو الكامل (بالإنجليزية: Lockdown) هي حالة من تقييد حرية الحركة تعقب أمر أو إعلان عام يُطالب فيه الأفراد بأن يبقوا حيث هم وذلك بسبب ظروف طارئة أو مخاطر محتملة قد يتعرضوا لها أو من الممكن أن يتسببوا بها للآخرين في حال سمُح لهم بالتحرك بحرية. من الممكن أن يكون الإغلاق ضمن منطقة معينة أو ضمن مبنى أو منشأة ما، إذا كان ضمن منطقة معينة عادًة يُستخدم مصطلح «أمر البقاء في المنزل».
في حالة إعلانه داخل مبنى أو منشأة، غاليًا ما يكون الهدف تأمين حماية الأشخاص في الداخل من تهديدات أو مخاطر خارجية، لذلك عادة ما يتم إغلاق الأبواب المؤدية للخارج بحيث لا يمكن لأحدٍ أن يدخل أو يخرج من المبنى. وفي حالات الإغلاق الشامل شديدة الإغلاق (بالإنجليزية: Full Lockdown) يُطلب من الأشخاص أن يبقوا حيث هم (إذا كان المكان آمنًا) أو الذهاب إلى أقرب مكان آمن في حال لم يكن كذلك، ولا يُسمح بالدخول أو الخروج من المبنى أو إلى أي غرف داخله.
أخيرًا هناك الإغلاق الشامل التدريبي  (بالإنجليزية: Lockdown Drill)، هو إغلاق تدريبي بدون تهديدات أو مخاطر حقيقة يهدف لتدريب الأفراد على كيفية التصرّف في حال طُلب منهم ذلك.